# Boa-Kurzschwert

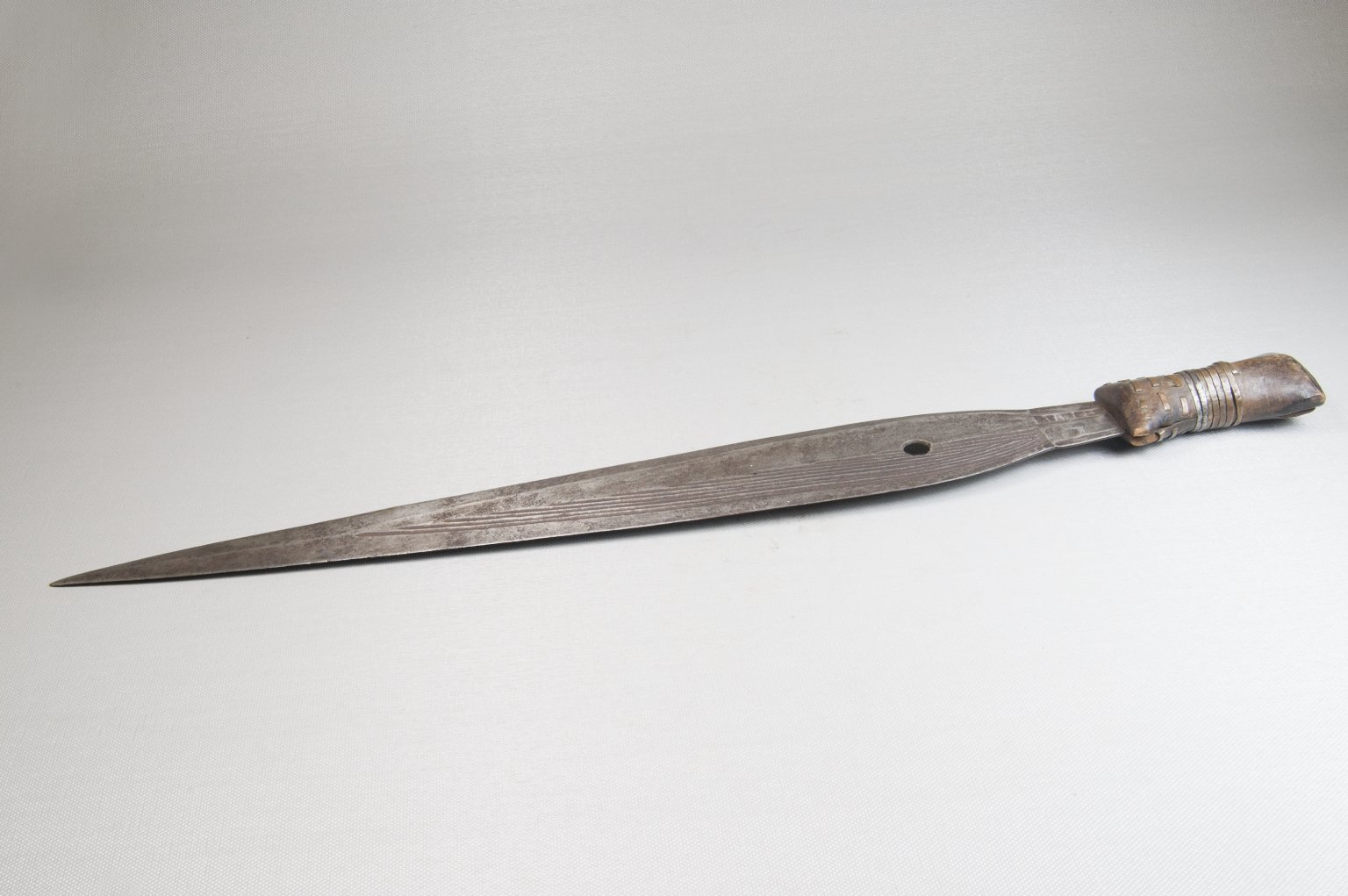
Kurzschwert mit und kreisförmiger Durchbrechung in Klinge

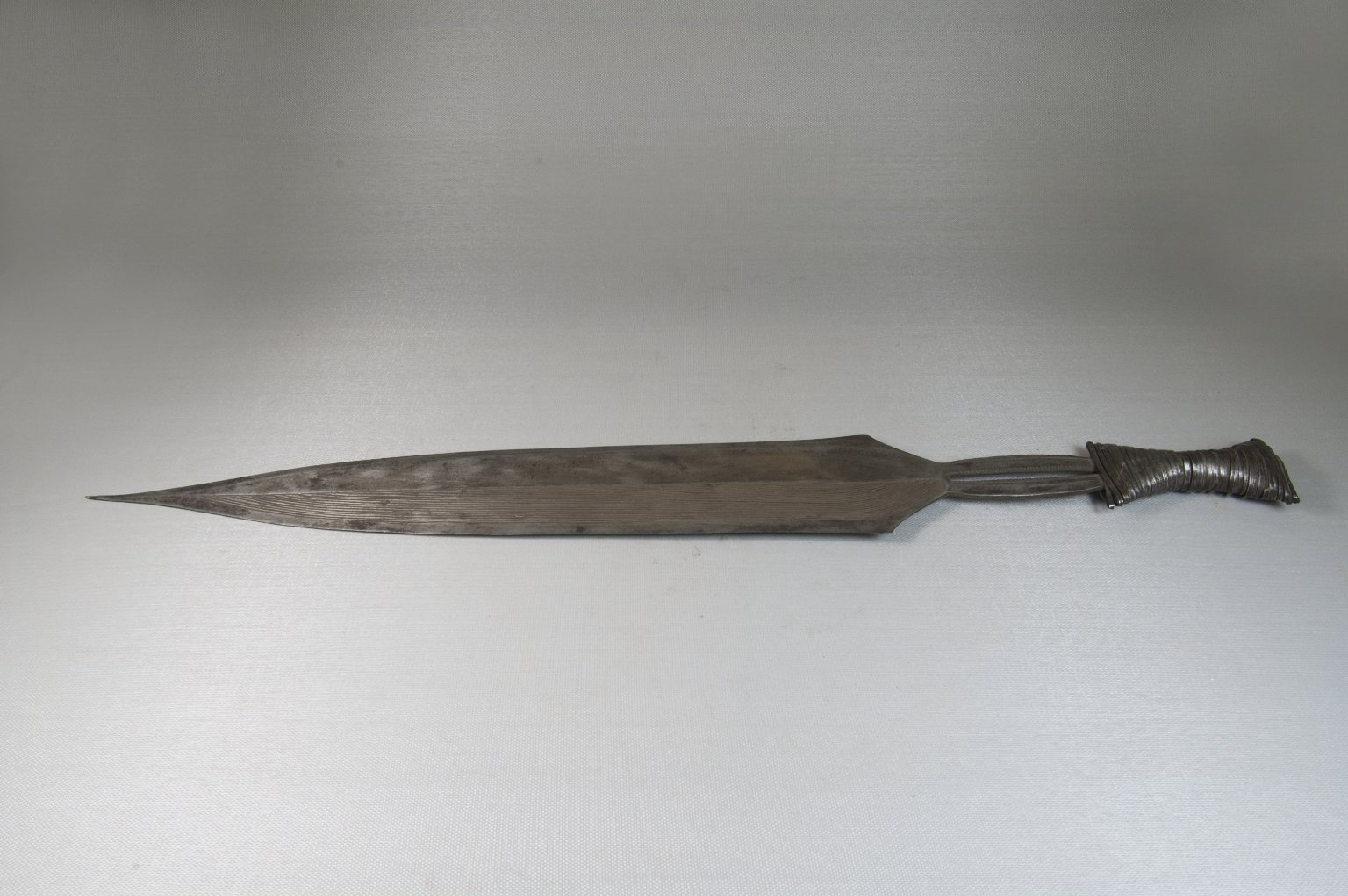
Kurzschwert mit Einschnitt in der Fehlschärfe

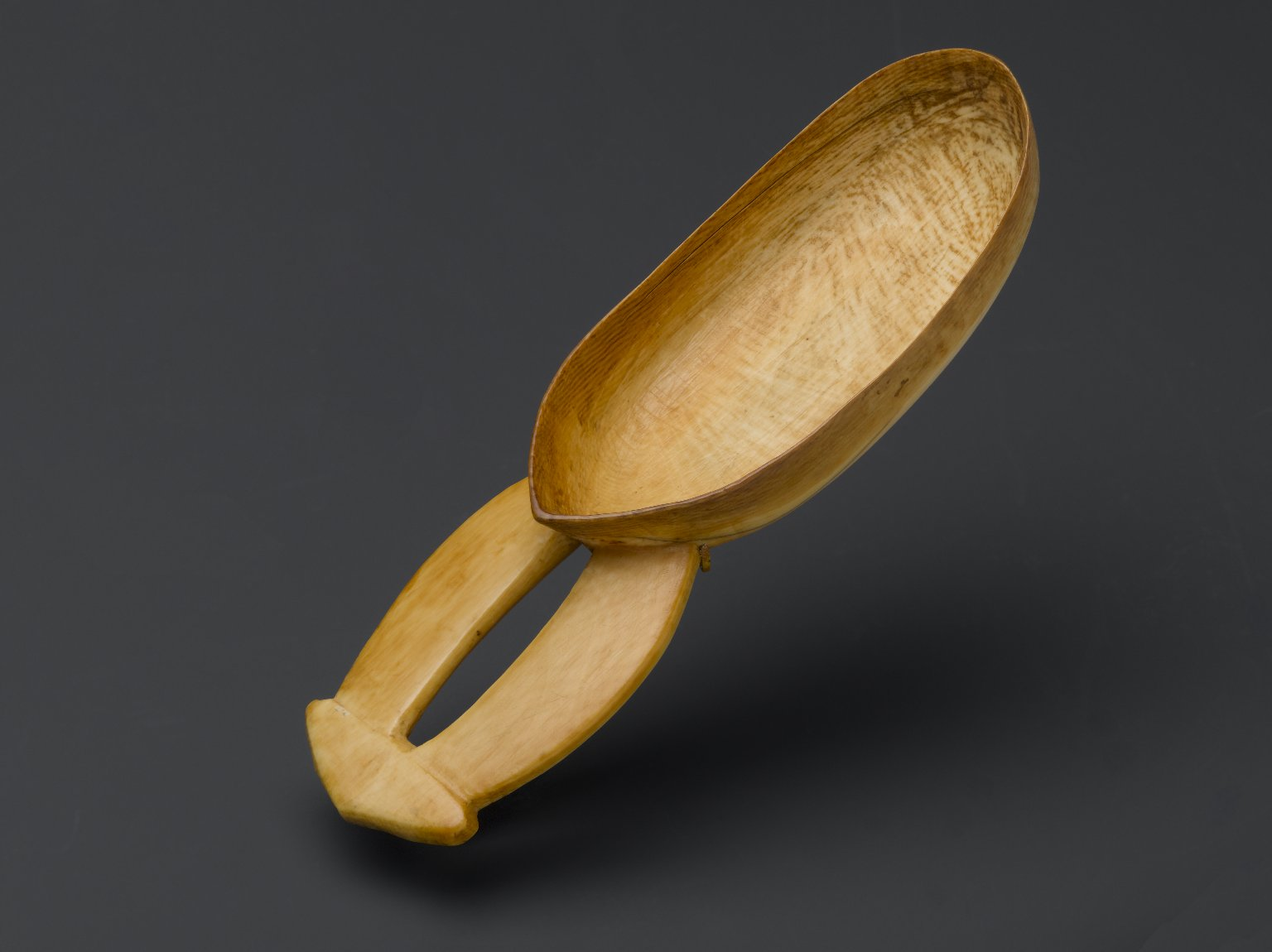
Löffel mit Einschnitt im Griff

Das Boa-Kurzschwert ist ein Kurzschwert bzw. Dolch aus Zentralafrika. Es wird hauptsächlich von den Boa aus der Demokratischen Republik Kongo verwendet. Diese Waffen werden auch von weiteren verschiedenen Ethnien wie Zande, Bagbwe, Makere, Lokele, Mongelima, Angba, Bandia, Binja und Manyema hergestellt und genutzt.
Das Kurzschwert hat eine symmetrische, zweischneidige Klinge. Charakteristisch ist die abgesetzte Fehlschärfe kurz nach dem Griff. Manchmal sind Einschnitte in diesem Teil der Klinge eingearbeitet. Die eigentliche Klinge ist schmal und spitz gearbeitet. Es gibt aber auch Versionen mit einem runden Ort. Die Klingen sind meist auf einer Hälfte mit Längsrillen, welche durch Ziselieren herausgearbeitet wurden, und kreisförmige Durchbrechungen verziert. Die Klinge besteht in der Regel aus Eisen, aber es gibt Exemplare aus Kupfer. Der relativ kleine Griff hat eine leichte X-form, besteht aus Holz und ist meist poliert oder mit Metalldraht umwickelt. Die Gesamtlänge beträgt etwa 45–70 cm.
Das Kurzschwert wurde auch als Primitivgeld genutzt.
Wegen der Dekorelemente auf der Klinge (Linien, kreisrunde Durchbrüche) hielt man die Kurzschwerter früher für ein Werk der Zande. Auf der anderen Seite hielt man lange Zeit die Löffel der Bango für ein Werk der benachbarten Boa, weil die Griffe Ähnlichkeiten mit den eingeschnittenen Fehlschärfen der Kurzschwerter hatten.